# Bahnhof Warburg-Scherfede
Der Bahnhof Warburg-Scherfede liegt im Warburger Ortsteil Rimbeck. Bis zur Mitte des 20. Jahrhunderts kam ihm durch ein Bahnbetriebswerk eine vergleichsweise hohe bahnbetriebliche Bedeutung zu. Von 1876 bis 2001 zweigte im Bahnhof die Strecke Scherfede–Holzminden von der Oberen Ruhrtalbahn (Hagen–Warburg–Kassel) ab.

## Geschichte
Im Jahr 1872 passierte die erste Lokomotive auf der Bahnstrecke Hagen–Warburg–Kassel (Obere Ruhrtalbahn) den Bahnhof Scherfede.
Vier Jahre später, am 15. Oktober 1876, wurde die Verbindung nach Holzminden eröffnet. Durch die Inbetriebnahme dieser Strecke wurde Scherfede Abzweigstation, was die Einrichtung eines selbständigen Bahnbetriebswerkes zur Folge hatte. Westlich der Verkehrsstation wurde als zentrale Einrichtung (bis zur Werksschließung) ein 17-ständiges Halbrundhaus mit Werkstatträumen eingerichtet.
Der Personenverkehr wurde hier am 2. Juni 1984 eingestellt, der Güterverkehr folgte ab Scherfede am 10. Juni 2001.
Vor und während des Zweiten Weltkrieges stieg die Bedeutung des Bahnhofs und des Bahnbetriebswerkes. Durch den wichtigen Ost-West-Verkehr ergab sich eine dreistellige Zahl von Zugfahrten pro Tag, zahlreiche Züge wurden im Bahnhof zusammengestellt. Durch Luftangriffe kam es zu schweren Beschädigungen, dabei wurde das Dach des Lokschuppens im Betriebswerk zerstört.
Am 22. Februar 1945 erfolgte ein Luftangriff auf den Scherfeder Bahnhof, bei dem ein Stellwerk vollständig zerstört wurde und mehrere Gebäude in der Umgebung Opfer von Brandgeschossen wurden. Dabei kamen drei Menschen ums Leben. Am 21. März 1945 erfolgte ein weiterer Bombenangriff. Am 3. April 1945 wurde der Ort und damit auch der Bahnhof nach dem Abzug der deutschen Truppen von amerikanischen Soldaten besetzt.
In der Nachkriegszeit wurde der Bahnhof für Hamsterfahrten in die fruchtbare Warburger Börde stark frequentiert. Bahnhof, Betriebswerk und Bahnmeisterei zählten in dieser Zeit etwa 400 Mitarbeiter. In den Folgejahren ging die Bedeutung stark zurück. Das Betriebswerk verlor die Selbständigkeit, wurde seit Mai 1950 für kurze Zeit als Außenstation des Betriebswerks Warburg betrieben; seit Mitte der 1950er Jahre wurde das Gelände privat genutzt. Die Stände 16 und 17 des Lokschuppens blieben erhalten, der Wasserturm wurde Anfang der 1970er Jahre gesprengt.
Das Empfangsgebäude des Scherfeder Bahnhofs wurde 1983 abgerissen.
Am Scherfeder Bahnhof gab es zwei Stellwerke, die 1915 in Betrieb genommen wurden. Das westliche Stellwerk wird nicht mehr bahnbetrieblich, sondern privat genutzt, das östliche Stellwerk ist noch besetzt. Der Bahnhof Scherfede ist noch nicht an ein Elektronisches Stellwerk angeschlossen.
Im Rahmen der sogenannten „Modernisierungsoffensive 3“ sieht der NWL als Aufgabenträger im Umsetzungszeitraum 2016–2023 Umbaumaßnahmen am Bahnhof vor, u. a. einen barrierefreien Mittelbahnsteig von 170 m Nutzlänge mit einer Höhe von 76 cm sowie neue Beschilderungen und Beleuchtung.

## Aktuelle Bedienung
In Scherfede halten heute (2020) die Regional-Express-Züge von und nach Hagen beziehungsweise Warburg/Kassel (RE 17 „Sauerland-Express“).
| Linie | Linienverlauf | Takt                                                                             |
| ----- | --- | -------------------------------------------------------------------------------- |
| RE 17 | Sauerland-Express: Hagen Hbf – Schwerte (Ruhr) – Fröndenberg – Wickede (Ruhr) – Neheim-Hüsten – Arnsberg – Oeventrop – Freienohl – Meschede – Bestwig – Olsberg – Brilon Wald Linienast 1: – Brilon Stadt Linienast 2: – Hoppecke – Messinghausen – Beringhausen – Bredelar – Marsberg – Westheim (Westf) – Scherfede – Warburg (Westf) Linienast 3: – Willingen Stand: Fahrplanwechsel Dezember 2024 | 60 min Hagen – Brilon Stadt morgens Hagen – Warburg Clubsaison Hagen – Willingen |

Die Region wird zudem mit Bussen u. a. nach Paderborn erschlossen.